# Tournoi d'Amsterdam (judo)
Le Tournoi Grand Prix d'Amsterdam est une compétition de judo organisée à Amsterdam aux Pays-Bas. Une seule édition a été organisée, en novembre 2011.

## Palmarès Hommes
| Grand Prix | Grand Prix            | Grand Prix  | Grand Prix | Grand Prix    | Grand Prix   | Grand Prix | Grand Prix     |
| Année      | -60 kg                | -66 kg      | -73 kg     | -81 kg        | -90 kg       | -100 kg    | +100 kg        |
| ---------- | --------------------- | ----------- | ---------- | ------------- | ------------ | ---------- | -------------- |
| 2011       | Davaadorj Tumurkhuleg | Rok Drakšič | Dex Elmont | Alain Schmitt | Tiago Camilo | Henk Grol  | Andreas Tölzer |

## Palmarès Femmes
| Grand Prix | Grand Prix         | Grand Prix    | Grand Prix           | Grand Prix       | Grand Prix  | Grand Prix            | Grand Prix            |
| Année      | -48 kg             | -52 kg        | -57 kg               | -63 kg           | -70 kg      | -78 kg                | +78 kg                |
| ---------- | ------------------ | ------------- | -------------------- | ---------------- | ----------- | --------------------- | --------------------- |
| 2011       | Charline Van Snick | Soraya Haddad | Iouliétta Boukouvála | Anicka van Emden | Edith Bosch | Lkhamdegd Purevjargal | Maria Suelen Altheman |